# Uno-X Pro Cycling Team (vrouwenwielerploeg)/2023

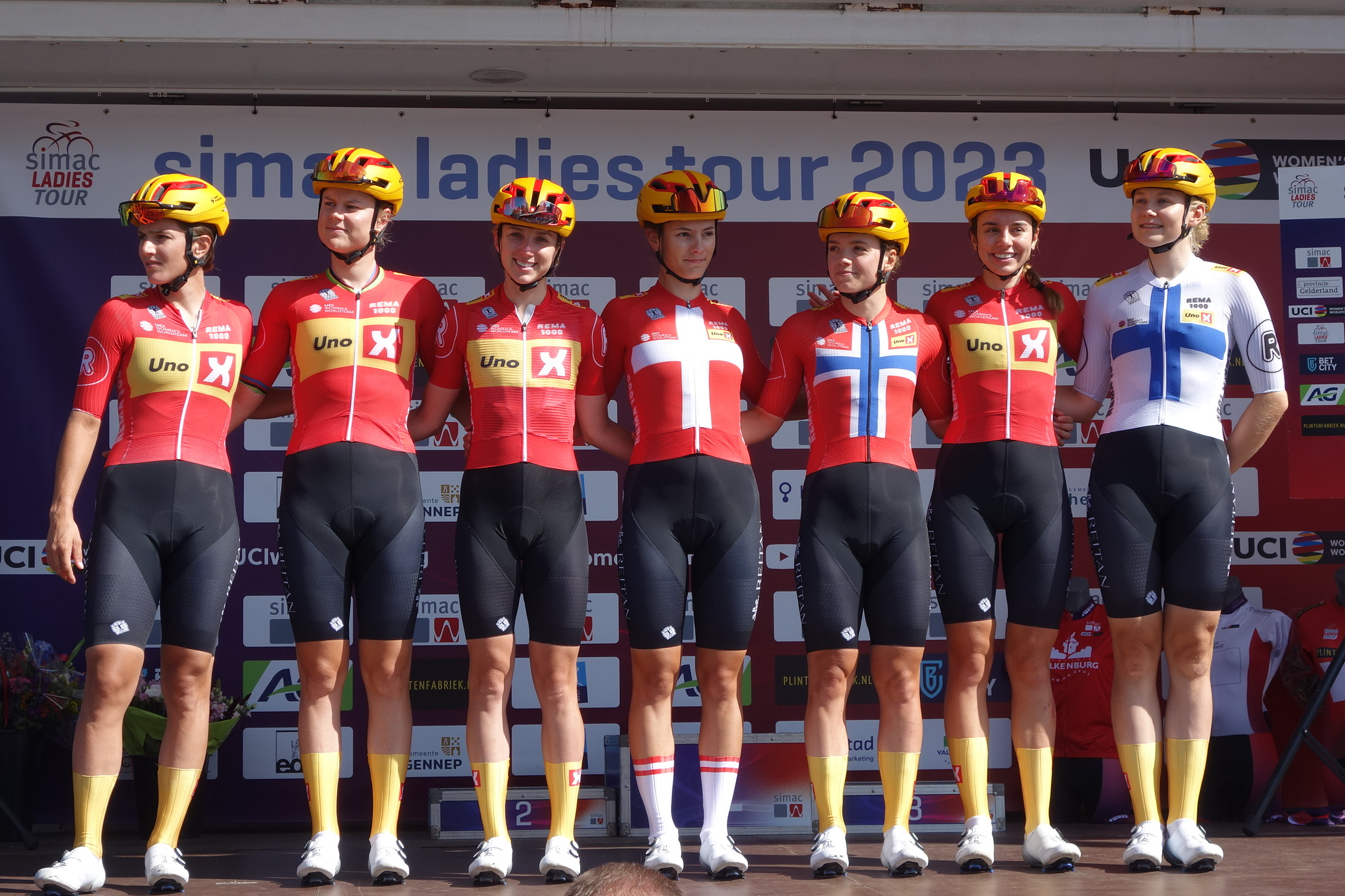
De ploeg in de Simac Ladies Tour 2023.

Deze pagina geeft een overzicht van de vrouwenwielerploeg Uno-X Pro Cycling Team in 2023.

## Algemeen
Teammanager: Jens Haugland
Ploegleiders: Alexandra Greenfield, Huub Duijn
Fietsmerk: DARE Bikes

## Renners

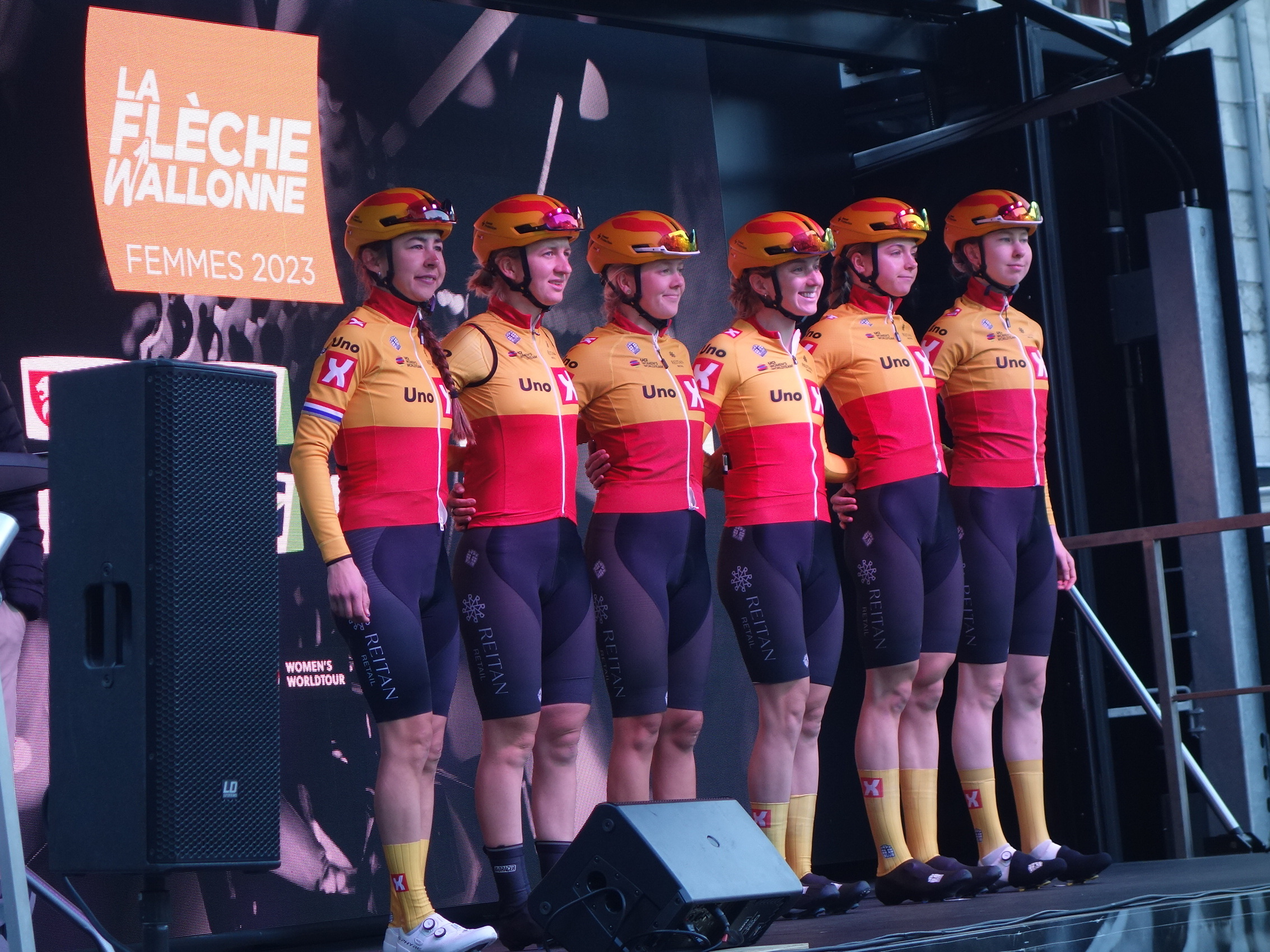
De ploeg in de Waalse Pijl 2023.

| Naam                      | Geboortedatum | Nationaliteit       | Ploeg 2022                |
| ------------------------- | ------------- | ------------------- | ------------------------- |
| Anniina Ahtosalo          | 27-08-2003    | Finland             |                           |
| Susanne Andersen          | 23-07-1998    | Noorwegen           |                           |
| Elinor Barker             | 07-09-1994    | Verenigd Koninkrijk |                           |
| Hannah Barnes             | 04-05-1993    | Verenigd Koninkrijk |                           |
| Marte Berg Edseth         | 06-10-1998    | Noorwegen           |                           |
| Maria Giulia Confalonieri | 30-05-1993    | Italië              | Ceratizit-WNT Pro Cycling |
| Amalie Dideriksen         | 24-05-1996    | Denemarken          | Trek-Segafredo            |
| Rebecca Koerner           | 22-09-2000    | Denemarken          |                           |
| Anouska Koster            | 20-08-1993    | Nederland           | Team Jumbo-Visma          |
| Julie Leth                | 13-07-1992    | Denemarken          |                           |
| Joscelin Lowden           | 03-10-1987    | Verenigd Koninkrijk |                           |
| Hannah Ludwig             | 15-02-2000    | Duitsland           |                           |
| Amalie Lutro              | 15-03-2000    | Noorwegen           |                           |
| Wilma Olausson            | 09-04-2001    | Zweden              |                           |
| Mie Bjørndal Ottestad     | 17-07-1997    | Noorwegen           |                           |
| Anne Dorthe Ysland        | 09-04-2002    | Noorwegen           |                           |

## Overwinningen
| Nationale kampioenschappen wielrennen Denemarken – wegwedstrijd: Rebecca Koerner Finland - tijdrit: Anniina Ahtosalo Finland - wegwedstrijd: Anniina Ahtosalo Noorwegen - tijdrit: Mie Bjørndal Ottestad Noorwegen - wegwedstrijd: Susanne Andersen GP Eco-Struct Amalie Dideriksen Ruta del Sol 5e etappe: Mie Bjørndal Ottestad* |

* als lid van het landenteam
Canyon-SRAM · DSM · EF Education-TIBCO-SVB · FDJ-SUEZ · Fenix-Deceuninck · Human Powered Health · Israel Premier Tech Roland · Jayco AlUla · Jumbo-Visma · Liv Racing TeqFind · Movistar · SD Worx · Trek-Segafredo · UAE Team ADQ · Uno-X
Mannen: 2020 · 2021 · 2022 · 2023 · 2024 · 2025
Vrouwen: 2022 · 2023 · 2024 · 2025